# Calomicrus arabicus
Calomicrus arabicus là một loài bọ cánh cứng trong họ Chrysomelidae. Loài này được Lopatin & Nesterova miêu tả khoa học năm 2006.